# Наленчув (Свентокшиське воєводство)
Наленчув (пол. Nałęczów) — село в Польщі, у гміні Конське Конецького повіту Свентокшиського воєводства.
Населення — 152 особи (2011).
У 1975-1998 роках село належало до Келецького воєводства.

## Демографія
Демографічна структура на день 31 березня 2011 року:
|          | Загалом | Допрацездатний вік | Працездатний вік | Постпрацездатний вік |
| -------- | ------- | ------------------ | ---------------- | -------------------- |
| Чоловіки | 65      | 8                  | 50               | 7                    |
| Жінки    | 87      | 21                 | 51               | 15                   |
| Разом    | 152     | 29                 | 101              | 22                   |